# Chardonney-sur-Morges
Chardonney-sur-Morges es un pueblo y antiguo municipio en el distrito de Morges en el Cantón de Vaud, Suiza.
Fue primera vez registrado en el año 1324 como Chardonne.
El municipio tenía 58 habitantes en 1798, el cual aumentó a 60 en 1860 y a 66 en 1960.
En 1961 el municipio se fusionó con el municipio vecino Bussy-sur-Morges para formar un municipio nuevo y más grande Bussy-Chardonney. Esta unión anteriormente había existido antes de 1744 y entre 1799 y 1819.